# Itagüí
Itagüí è una città della Colombia ubicata nel dipartimento di Antioquia, e fa parte dell'Área Metropolitana della valle di Aburrá. Dista 11 km (a Sud) da Medellín.  Fu fondata nel 1723 e costituita in città nel 1832. Oggi è la città con la più alta densità di popolazione della Colombia.

## Origine del nome
Il territorio dell'odierna Itagüí, assieme a quello di Envigado y Sabaneta, era un territorio abitato dalla tribù indigena dei nutabe, che per alcuni studiosi vengono classificati nella famiglia linguistica chibcha, estinta. La località è stata abitata fin dall'inizio del XVI secolo.
Nel Diccionario Folclórico Antioqueño, si sostiene che il nome del comune provenga dalla parola ita ("mano"), e güi o güei ("sposa" o "signora"). Secondo altri, invece, il nome deriverebbe dal Cacique Bitagüí, ma le scarse notizie su questo capo indigeno lo fanno considerare una figura quasi leggendaria.

## Infrastrutture e trasporti

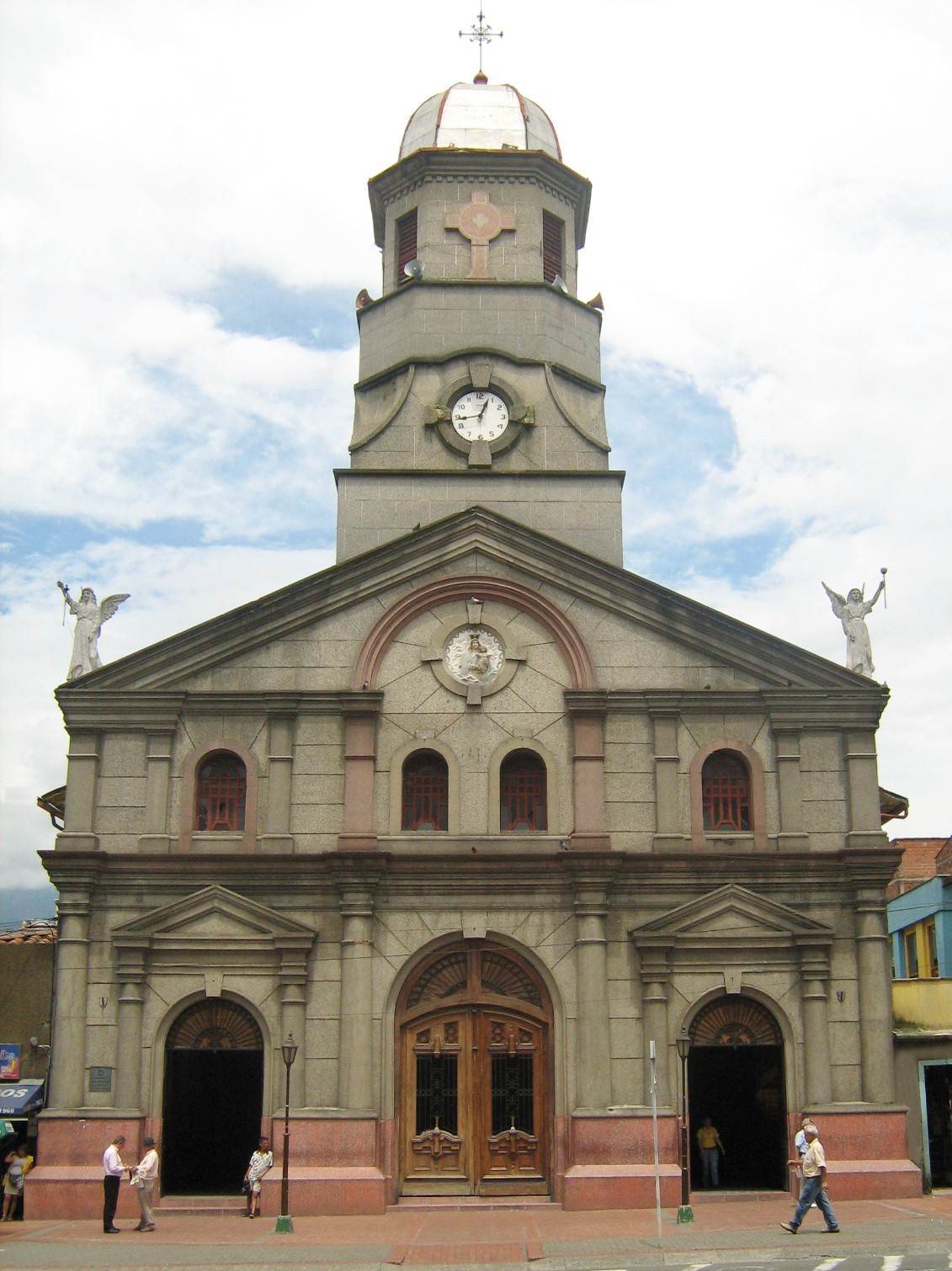
Chiesa di Nostra Signora del Rosario ad Itagüí

Itagüí ha un sistema di trasporti che è di gran lunga il migliore in Colombia, al quale si possono paragonare solo quelli di Medellín e di Bogotà. Ha due stazioni del metrò che la collegano direttamente a Medellín e ad altre municipalità. Ha un ampio sistema di micro-bus (colectivo) e bus che soddisfano molto bene alle esigenze di trasporto della città.

## Economia

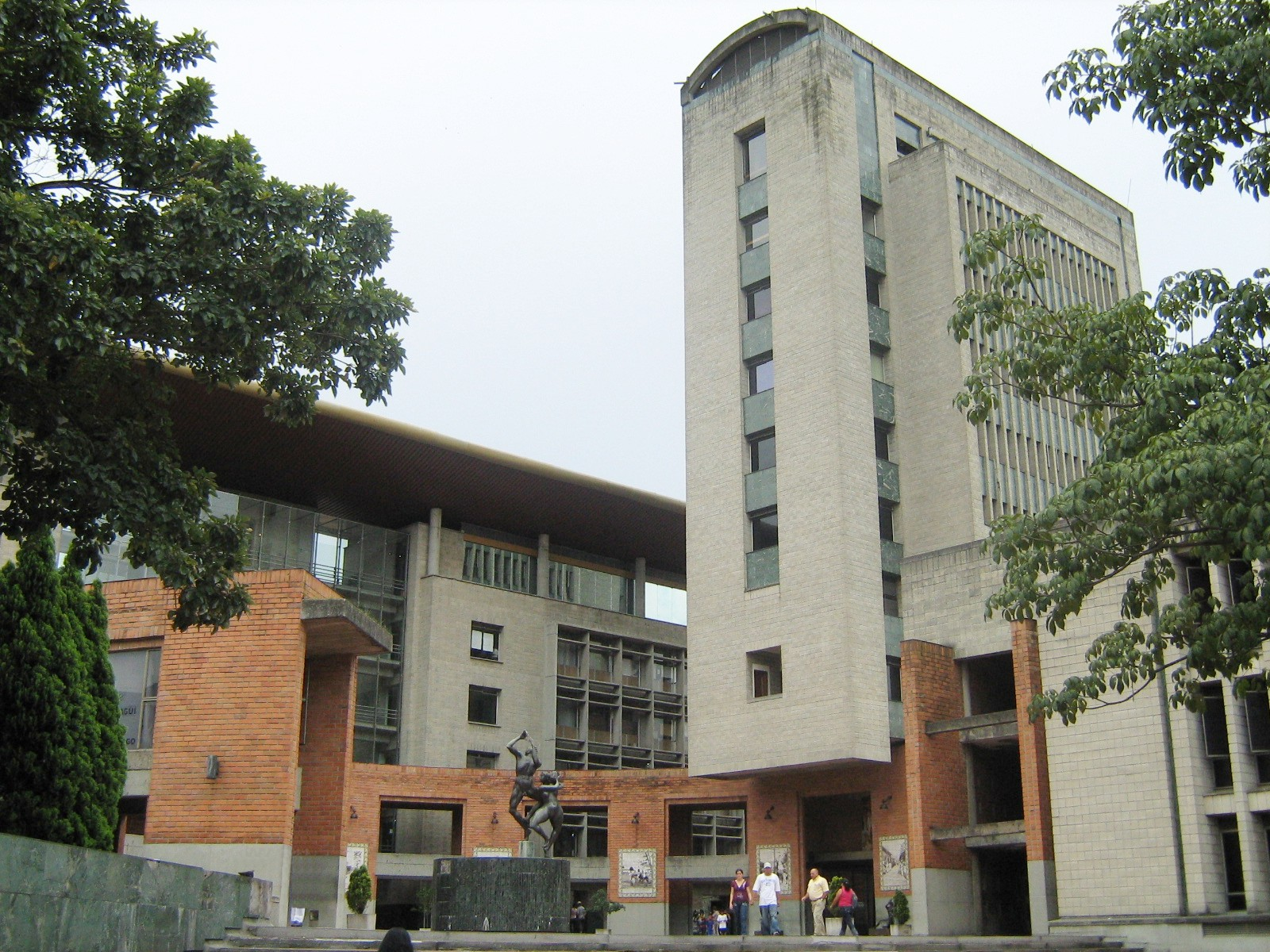
Comunale Centro Amministrativo Itagüí (CAMI).

Itagüí è detta anche La Ciudad Industrial (La città industriale) ed è la municipalità in Colombia, a parte Envigado, che dà il più alto contributo in imposte. Gli introiti fiscali, che hanno superato le aspettative, hanno consentito di sviluppare negli ultimo 10 anni grosse infrastrutture facendo di Itagüí una delle prime città in Colombia.
La municipalità di Itagüí è la più industrializzata della Colombia, fra le città non capoluogo di dipartimento. Accanto all'industria tessile ed a quella dei liquori vi sono industrie chimiche e metallurgiche. Si è inoltre sviluppata una forte attività commerciale.
In Itagüí ha sede la Camera di Commercio del sud Aburrá che è competente per le città del sud della Valle d'Aburrá e cioè: Caldas, Envigado, La Estrella, Sabaneta e la stessa Itagüí.

## Società

### Evoluzione demografica
Secondo le cifre del DANE riguardo al censimento del 2005 la composizione etnografica del comune è:
- Meticci e bianchi (93.9%)
- Afrocolombiani (6,1%)

## Altro

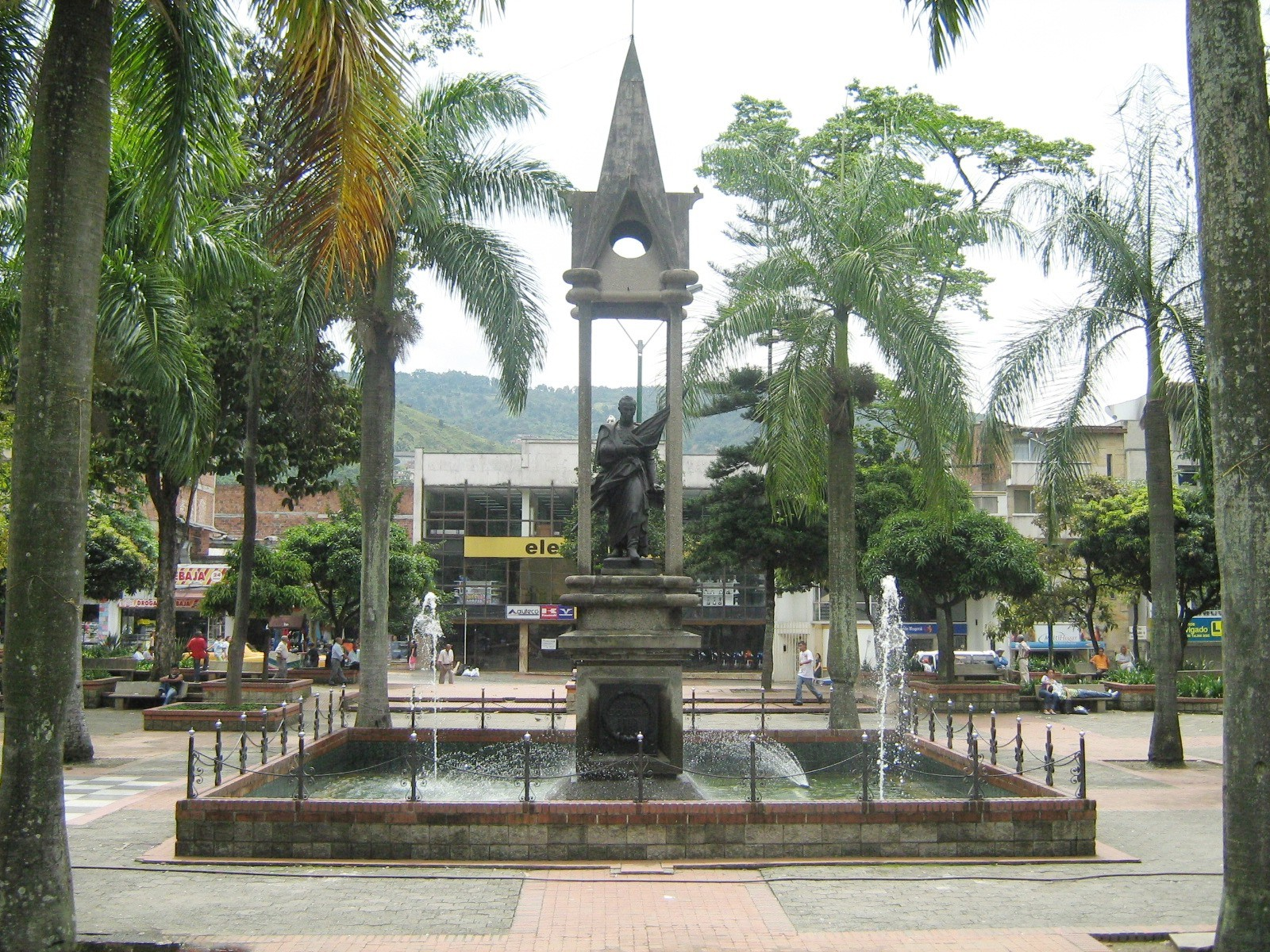
Fontana e statua di Simón Bolívar nell'omonimo parco.

Ad Itagüí è anche posto un carcere di massima sicurezza. Vi sono imprigionati molti criminali appartenenti al Cartello di Medellín, a quello di Cali e guerriglieri appartenenti al FARC.

## Società sportive

### Calcio
- Itagüí Ditaires è un club di calcio della Colombia. Originario della città di Itagüí, è una delle società più famose del paese. Fu fondato ufficialmente il 7 marzo del 2008 anche se il club era attivo già dal 1996 con il nome di Itagüí Football Club. Questa squadra ha la maglietta oro, pantaloni e calze nere e disputa le partite interne allo Stadio Metropolitano "Ciudad de Itagüí" la cui capienza è di 12.000 spettatori. La squadra si è classificata seconda in Copa Colombia nel 2010.
- Leones Fútbol Club, milita nella Categoría Primera A.